# (39,19,9)-Blockplan
Der (39,19,9)-Blockplan ist ein spezieller symmetrischer Blockplan. Um ihn konstruieren zu können, musste dieses kombinatorische Problem gelöst werden: eine leere 39 × 39 - Matrix wurde so mit Einsen gefüllt, dass jede Zeile der Matrix genau 19 Einsen enthält und je zwei beliebige Zeilen genau 9 Einsen in der gleichen Spalte besitzen (nicht mehr und nicht weniger). Das klingt relativ einfach, ist aber nicht trivial zu lösen. Es gibt nur gewisse Kombinationen von Parametern (wie hier v = 39, k = 19, λ = 9), für die eine solche Konstruktion überhaupt machbar ist. In dieser Übersicht sind die kleinsten solcher (v,k,λ) aufgeführt.

## Bezeichnung
Dieser symmetrische 2-(39,19,9)-Blockplan wird Hadamard-Blockplan der Ordnung 10 genannt.

## Eigenschaften
Dieser symmetrische Blockplan hat die Parameter v = 39, k = 19, λ = 9 und damit folgende Eigenschaften:
- Er besteht aus 39 Blöcken und 39 Punkten.
- Jeder Block enthält genau 19 Punkte.
- Je 2 Blöcke schneiden sich in genau 9 Punkten.
- Jeder Punkt liegt auf genau 19 Blöcken.
- Je 2 Punkte sind durch genau 9 Blöcke verbunden.

## Existenz und Charakterisierung
Es existieren mindestens 5,87·1014 nichtisomorphe 2-(39,19,9) - Blockpläne. Drei dieser Lösungen sind: 
- Lösung 1 mit der Signatur 19·18, 19·30, 1·684. Sie enthält 741 Ovale der Ordnung 2.
- Lösung 2 mit der Signatur 4·6, 12·10, 12·14, 4·18, 3·24, 3·40, 1·84. Sie enthält 741 Ovale der Ordnung 2.
- Lösung 3 mit der Signatur 4·8, 9·12, 8·16, 9·20, 4·24, 1·36, 1·40, 1·44, 1·68, 1·72. Sie enthält 741 Ovale der Ordnung 2.

## Liste der Blöcke
Hier sind alle Blöcke dieses Blockplans aufgelistet; zum Verständnis dieser Liste siehe diese Veranschaulichung
- Lösung 1

```
  2   5   6   7   8  10  12  17  18  20  22  25  26  27  28  30  32  37  38
  3   6   7   8   9  11  13  18  19  20  23  26  27  28  29  31  33  38  39
  1   4   7   8   9  10  12  14  19  20  21  24  27  28  29  30  32  34  39
  1   2   5   8   9  10  11  13  15  20  21  22  25  28  29  30  31  33  35
  2   3   6   9  10  11  12  14  16  20  22  23  26  29  30  31  32  34  36
  3   4   7  10  11  12  13  15  17  20  23  24  27  30  31  32  33  35  37
  4   5   8  11  12  13  14  16  18  20  24  25  28  31  32  33  34  36  38
  5   6   9  12  13  14  15  17  19  20  25  26  29  32  33  34  35  37  39
  1   6   7  10  13  14  15  16  18  20  21  26  27  30  33  34  35  36  38
  2   7   8  11  14  15  16  17  19  20  22  27  28  31  34  35  36  37  39
  1   3   8   9  12  15  16  17  18  20  21  23  28  29  32  35  36  37  38
  2   4   9  10  13  16  17  18  19  20  22  24  29  30  33  36  37  38  39
  1   3   5  10  11  14  17  18  19  20  21  23  25  30  31  34  37  38  39
  1   2   4   6  11  12  15  18  19  20  21  22  24  26  31  32  35  38  39
  1   2   3   5   7  12  13  16  19  20  21  22  23  25  27  32  33  36  39
  1   2   3   4   6   8  13  14  17  20  21  22  23  24  26  28  33  34  37
  2   3   4   5   7   9  14  15  18  20  22  23  24  25  27  29  34  35  38
  3   4   5   6   8  10  15  16  19  20  23  24  25  26  28  30  35  36  39
  1   4   5   6   7   9  11  16  17  20  21  24  25  26  27  29  31  36  37
  1   2   3   4   5   6   7   8   9  10  11  12  13  14  15  16  17  18  19
  2   5   6   7   8  10  12  17  18  21  23  24  29  31  33  34  35  36  39
  3   6   7   8   9  11  13  18  19  21  22  24  25  30  32  34  35  36  37
  1   4   7   8   9  10  12  14  19  22  23  25  26  31  33  35  36  37  38
  1   2   5   8   9  10  11  13  15  23  24  26  27  32  34  36  37  38  39
  2   3   6   9  10  11  12  14  16  21  24  25  27  28  33  35  37  38  39
  3   4   7  10  11  12  13  15  17  21  22  25  26  28  29  34  36  38  39
  4   5   8  11  12  13  14  16  18  21  22  23  26  27  29  30  35  37  39
  5   6   9  12  13  14  15  17  19  21  22  23  24  27  28  30  31  36  38
  1   6   7  10  13  14  15  16  18  22  23  24  25  28  29  31  32  37  39
  2   7   8  11  14  15  16  17  19  21  23  24  25  26  29  30  32  33  38
  1   3   8   9  12  15  16  17  18  22  24  25  26  27  30  31  33  34  39
  2   4   9  10  13  16  17  18  19  21  23  25  26  27  28  31  32  34  35
  1   3   5  10  11  14  17  18  19  22  24  26  27  28  29  32  33  35  36
  1   2   4   6  11  12  15  18  19  23  25  27  28  29  30  33  34  36  37
  1   2   3   5   7  12  13  16  19  24  26  28  29  30  31  34  35  37  38
  1   2   3   4   6   8  13  14  17  25  27  29  30  31  32  35  36  38  39
  2   3   4   5   7   9  14  15  18  21  26  28  30  31  32  33  36  37  39
  3   4   5   6   8  10  15  16  19  21  22  27  29  31  32  33  34  37  38
  1   4   5   6   7   9  11  16  17  22  23  28  30  32  33  34  35  38  39
```

- Lösung 2

```
  1   2   3   4   5   6   7   8   9  20  21  22  23  24  25  26  27  28  29
  1   2   3   4  10  11  12  13  14  20  21  22  23  24  30  31  32  33  34
  1   2   3   5  10  15  16  17  18  20  21  22  23  25  30  35  36  37  38
  1   2   6   7  11  12  15  16  19  20  21  22  26  27  31  32  35  36  39
  1   3   6   7  13  14  17  18  19  20  21  23  26  27  33  34  37  38  39
  1   4   5   8  11  13  15  17  19  20  21  24  25  28  31  33  35  37  39
  1   4   5   9  12  14  16  18  19  20  21  24  25  29  32  34  36  38  39
  1   6   8   9  10  11  14  16  17  20  21  26  28  29  30  31  34  36  37
  1   7   8   9  10  12  13  15  18  20  21  27  28  29  30  32  33  35  38
  2   3   8   9  11  14  15  18  19  20  22  23  28  29  31  34  35  38  39
  2   4   6   8  10  12  17  18  19  20  22  24  26  28  30  32  37  38  39
  2   4   7   9  11  13  16  17  18  20  22  24  27  29  31  33  36  37  38
  2   5   6   9  12  13  14  15  17  20  22  25  26  29  32  33  34  35  37
  2   5   7   8  10  13  14  16  19  20  22  25  27  28  30  33  34  36  39
  3   4   6   9  10  13  15  16  19  20  23  24  26  29  30  33  35  36  39
  3   4   7   8  12  14  15  16  17  20  23  24  27  28  32  34  35  36  37
  3   5   6   8  11  12  13  16  18  20  23  25  26  28  31  32  33  36  38
  3   5   7   9  10  11  12  17  19  20  23  25  27  29  30  31  32  37  39
  4   5   6   7  10  11  14  15  18  20  24  25  26  27  30  31  34  35  38
  1   2   3   4   5   6   7   8   9  10  11  12  13  14  15  16  17  18  19
  1   2   3   4   5   6   7   8   9  30  31  32  33  34  35  36  37  38  39
  1   2   3   4  10  11  12  13  14  25  26  27  28  29  35  36  37  38  39
  1   2   3   5  10  15  16  17  18  24  26  27  28  29  31  32  33  34  39
  1   2   6   7  11  12  15  16  19  23  24  25  28  29  30  33  34  37  38
  1   3   6   7  13  14  17  18  19  22  24  25  28  29  30  31  32  35  36
  1   4   5   8  11  13  15  17  19  22  23  26  27  29  30  32  34  36  38
  1   4   5   9  12  14  16  18  19  22  23  26  27  28  30  31  33  35  37
  1   6   8   9  10  11  14  16  17  22  23  24  25  27  32  33  35  38  39
  1   7   8   9  10  12  13  15  18  22  23  24  25  26  31  34  36  37  39
  2   3   8   9  11  14  15  18  19  21  24  25  26  27  30  32  33  36  37
  2   4   6   8  10  12  17  18  19  21  23  25  27  29  31  33  34  35  36
  2   4   7   9  11  13  16  17  18  21  23  25  26  28  30  32  34  35  39
  2   5   6   9  12  13  14  15  17  21  23  24  27  28  30  31  36  38  39
  2   5   7   8  10  13  14  16  19  21  23  24  26  29  31  32  35  37  38
  3   4   6   9  10  13  15  16  19  21  22  25  27  28  31  32  34  37  38
  3   4   7   8  12  14  15  16  17  21  22  25  26  29  30  31  33  38  39
  3   5   6   8  11  12  13  16  18  21  22  24  27  29  30  34  35  37  39
  3   5   7   9  10  11  12  17  19  21  22  24  26  28  33  34  35  36  38
  4   5   6   7  10  11  14  15  18  21  22  23  28  29  32  33  36  37  39
```

- Lösung 3

```
  1   5   6  12  14  15  16  17  19  20  21  25  26  32  34  35  36  37  39
  2   5   7  10  12  13  14  18  19  20  22  25  27  30  32  33  34  38  39
  3   5   8  10  11  12  13  16  17  20  23  25  28  30  31  32  33  36  37
  4   5   9  11  13  15  16  18  19  20  24  25  29  31  33  35  36  38  39
  1   2   3   4  10  16  17  18  19  20  21  22  23  24  30  36  37  38  39
  1   7   8   9  10  13  15  17  19  20  21  27  28  29  30  33  35  37  39
  2   6   8   9  11  12  17  18  19  20  22  26  28  29  31  32  37  38  39
  3   6   7   9  13  14  16  17  18  20  23  26  27  29  33  34  36  37  38
  4   6   7   8  10  12  15  16  18  20  24  26  27  28  30  32  35  36  38
  2   3   7   8  11  14  15  16  19  20  22  23  27  28  31  34  35  36  39
  3   4   5   6   8   9  10  14  19  20  23  24  25  26  28  29  30  34  39
  1   2   3   5   6   8  13  15  18  20  21  22  23  25  26  28  33  35  38
  2   3   4   5   7   9  12  15  17  20  22  23  24  25  27  29  32  35  37
  1   2   5   6   7   9  10  11  16  20  21  22  25  26  27  29  30  31  36
  1   4   5   7   8  11  14  17  18  20  21  24  25  27  28  31  34  37  38
  1   3   4   6   7  11  12  13  19  20  21  23  24  26  27  31  32  33  39
  1   3   9  10  11  12  14  15  18  20  21  23  29  30  31  32  34  35  38
  2   4   6  10  11  13  14  15  17  20  22  24  26  30  31  33  34  35  37
  1   2   4   8   9  12  13  14  16  20  21  22  24  28  29  32  33  34  36
  1   2   3   4   5   6   7   8   9  10  11  12  13  14  15  16  17  18  19
  1   5   6  12  14  15  16  17  19  22  23  24  27  28  29  30  31  33  38
  2   5   7  10  12  13  14  18  19  21  23  24  26  28  29  31  35  36  37
  3   5   8  10  11  12  13  16  17  21  22  24  26  27  29  34  35  38  39
  4   5   9  11  13  15  16  18  19  21  22  23  26  27  28  30  32  34  37
  1   2   3   4  10  16  17  18  19  25  26  27  28  29  31  32  33  34  35
  1   7   8   9  10  13  15  17  19  22  23  24  25  26  31  32  34  36  38
  2   6   8   9  11  12  17  18  19  21  23  24  25  27  30  33  34  35  36
  3   6   7   9  13  14  16  17  18  21  22  24  25  28  30  31  32  35  39
  4   6   7   8  10  12  15  16  18  21  22  23  25  29  31  33  34  37  39
  2   3   7   8  11  14  15  16  19  21  24  25  26  29  30  32  33  37  38
  3   4   5   6   8   9  10  14  19  21  22  27  31  32  33  35  36  37  38
  1   2   3   5   6   8  13  15  18  24  27  29  30  31  32  34  36  37  39
  2   3   4   5   7   9  12  15  17  21  26  28  30  31  33  34  36  38  39
  1   2   5   6   7   9  10  11  16  23  24  28  32  33  34  35  37  38  39
  1   4   5   7   8  11  14  17  18  22  23  26  29  30  32  33  35  36  39
  1   3   4   6   7  11  12  13  19  22  25  28  29  30  34  35  36  37  38
  1   3   9  10  11  12  14  15  18  22  24  25  26  27  28  33  36  37  39
  2   4   6  10  11  13  14  15  17  21  23  25  27  28  29  32  36  38  39
  1   2   4   8   9  12  13  14  16  23  25  26  27  30  31  35  37  38  39
```

## Inzidenzmatrix
Dies ist eine Darstellung der Inzidenzmatrix dieses Blockplans; zum Verständnis dieser Matrix siehe diese Veranschaulichung
- Lösung 1

```
. O . . O O O O . O . O . . . . O O . O . O . . O O O O . O . O . . . . O O .
. . O . . O O O O . O . O . . . . O O O . . O . . O O O O . O . O . . . . O O
O . . O . . O O O O . O . O . . . . O O O . . O . . O O O O . O . O . . . . O
O O . . O . . O O O O . O . O . . . . O O O . . O . . O O O O . O . O . . . .
. O O . . O . . O O O O . O . O . . . O . O O . . O . . O O O O . O . O . . .
. . O O . . O . . O O O O . O . O . . O . . O O . . O . . O O O O . O . O . .
. . . O O . . O . . O O O O . O . O . O . . . O O . . O . . O O O O . O . O .
. . . . O O . . O . . O O O O . O . O O . . . . O O . . O . . O O O O . O . O
O . . . . O O . . O . . O O O O . O . O O . . . . O O . . O . . O O O O . O .
. O . . . . O O . . O . . O O O O . O O . O . . . . O O . . O . . O O O O . O
O . O . . . . O O . . O . . O O O O . O O . O . . . . O O . . O . . O O O O .
. O . O . . . . O O . . O . . O O O O O . O . O . . . . O O . . O . . O O O O
O . O . O . . . . O O . . O . . O O O O O . O . O . . . . O O . . O . . O O O
O O . O . O . . . . O O . . O . . O O O O O . O . O . . . . O O . . O . . O O
O O O . O . O . . . . O O . . O . . O O O O O . O . O . . . . O O . . O . . O
O O O O . O . O . . . . O O . . O . . O O O O O . O . O . . . . O O . . O . .
. O O O O . O . O . . . . O O . . O . O . O O O O . O . O . . . . O O . . O .
. . O O O O . O . O . . . . O O . . O O . . O O O O . O . O . . . . O O . . O
O . . O O O O . O . O . . . . O O . . O O . . O O O O . O . O . . . . O O . .
O O O O O O O O O O O O O O O O O O O . . . . . . . . . . . . . . . . . . . .
. O . . O O O O . O . O . . . . O O . . O . O O . . . . O . O . O O O O . . O
. . O . . O O O O . O . O . . . . O O . O O . O O . . . . O . O . O O O O . .
O . . O . . O O O O . O . O . . . . O . . O O . O O . . . . O . O . O O O O .
O O . . O . . O O O O . O . O . . . . . . . O O . O O . . . . O . O . O O O O
. O O . . O . . O O O O . O . O . . . . O . . O O . O O . . . . O . O . O O O
. . O O . . O . . O O O O . O . O . . . O O . . O O . O O . . . . O . O . O O
. . . O O . . O . . O O O O . O . O . . O O O . . O O . O O . . . . O . O . O
. . . . O O . . O . . O O O O . O . O . O O O O . . O O . O O . . . . O . O .
O . . . . O O . . O . . O O O O . O . . . O O O O . . O O . O O . . . . O . O
. O . . . . O O . . O . . O O O O . O . O . O O O O . . O O . O O . . . . O .
O . O . . . . O O . . O . . O O O O . . . O . O O O O . . O O . O O . . . . O
. O . O . . . . O O . . O . . O O O O . O . O . O O O O . . O O . O O . . . .
O . O . O . . . . O O . . O . . O O O . . O . O . O O O O . . O O . O O . . .
O O . O . O . . . . O O . . O . . O O . . . O . O . O O O O . . O O . O O . .
O O O . O . O . . . . O O . . O . . O . . . . O . O . O O O O . . O O . O O .
O O O O . O . O . . . . O O . . O . . . . . . . O . O . O O O O . . O O . O O
. O O O O . O . O . . . . O O . . O . . O . . . . O . O . O O O O . . O O . O
. . O O O O . O . O . . . . O O . . O . O O . . . . O . O . O O O O . . O O .
O . . O O O O . O . O . . . . O O . . . . O O . . . . O . O . O O O O . . O O
```

- Lösung 2

```
O O O O O O O O O . . . . . . . . . . O O O O O O O O O O . . . . . . . . . .
O O O O . . . . . O O O O O . . . . . O O O O O . . . . . O O O O O . . . . .
O O O . O . . . . O . . . . O O O O . O O O O . O . . . . O . . . . O O O O .
O O . . . O O . . . O O . . O O . . O O O O . . . O O . . . O O . . O O . . O
O . O . . O O . . . . . O O . . O O O O O . O . . O O . . . . . O O . . O O O
O . . O O . . O . . O . O . O . O . O O O . . O O . . O . . O . O . O . O . O
O . . O O . . . O . . O . O . O . O O O O . . O O . . . O . . O . O . O . O O
O . . . . O . O O O O . . O . O O . . O O . . . . O . O O O O . . O . O O . .
O . . . . . O O O O . O O . O . . O . O O . . . . . O O O O . O O . O . . O .
. O O . . . . O O . O . . O O . . O O O . O O . . . . O O . O . . O O . . O O
. O . O . O . O . O . O . . . . O O O O . O . O . O . O . O . O . . . . O O O
. O . O . . O . O . O . O . . O O O . O . O . O . . O . O . O . O . . O O O .
. O . . O O . . O . . O O O O . O . . O . O . . O O . . O . . O O O O . O . .
. O . . O . O O . O . . O O . O . . O O . O . . O . O O . O . . O O . O . . O
. . O O . O . . O O . . O . O O . . O O . . O O . O . . O O . . O . O O . . O
. . O O . . O O . . . O . O O O O . . O . . O O . . O O . . . O . O O O O . .
. . O . O O . O . . O O O . . O . O . O . . O . O O . O . . O O O . . O . O .
. . O . O . O . O O O O . . . . O . O O . . O . O . O . O O O O . . . . O . O
. . . O O O O . . O O . . O O . . O . O . . . O O O O . . O O . . O O . . O .
O O O O O O O O O O O O O O O O O O O . . . . . . . . . . . . . . . . . . . .
O O O O O O O O O . . . . . . . . . . . . . . . . . . . . O O O O O O O O O O
O O O O . . . . . O O O O O . . . . . . . . . . O O O O O . . . . . O O O O O
O O O . O . . . . O . . . . O O O O . . . . . O . O O O O . O O O O . . . . O
O O . . . O O . . . O O . . O O . . O . . . O O O . . O O O . . O O . . O O .
O . O . . O O . . . . . O O . . O O O . . O . O O . . O O O O O . . O O . . .
O . . O O . . O . . O . O . O . O . O . . O O . . O O . O O . O . O . O . O .
O . . O O . . . O . . O . O . O . O O . . O O . . O O O . O O . O . O . O . .
O . . . . O . O O O O . . O . O O . . . . O O O O . O . . . . O O . O . . O O
O . . . . . O O O O . O O . O . . O . . . O O O O O . . . . O . . O . O O . O
. O O . . . . O O . O . . O O . . O O . O . . O O O O . . O . O O . . O O . .
. O . O . O . O . O . O . . . . O O O . O . O . O . O . O . O . O O O O . . .
. O . O . . O . O . O . O . . O O O . . O . O . O O . O . O . O . O O . . . O
. O . . O O . . O . . O O O O . O . . . O . O O . . O O . O O . . . . O . O O
. O . . O . O O . O . . O O . O . . O . O . O O . O . . O . O O . . O . O O .
. . O O . O . . O O . . O . O O . . O . O O . . O . O O . . O O . O . . O O .
. . O O . . O O . . . O . O O O O . . . O O . . O O . . O O O . O . . . . O O
. . O . O O . O . . O O O . . O . O . . O O . O . . O . O O . . . O O . O . O
. . O . O . O . O O O O . . . . O . O . O O . O . O . O . . . . O O O O . O .
. . . O O O O . . O O . . O O . . O . . O O O . . . . O O . . O O . . O O . O
```

- Lösung 3

```
O . . . O O . . . . . O . O O O O . O O O . . . O O . . . . . O . O O O O . O
. O . . O . O . . O . O O O . . . O O O . O . . O . O . . O . O O O . . . O O
. . O . O . . O . O O O O . . O O . . O . . O . O . . O . O O O O . . O O . .
. . . O O . . . O . O . O . O O . O O O . . . O O . . . O . O . O . O O . O O
O O O O . . . . . O . . . . . O O O O O O O O O . . . . . O . . . . . O O O O
O . . . . . O O O O . . O . O . O . O O O . . . . . O O O O . . O . O . O . O
. O . . . O . O O . O O . . . . O O O O . O . . . O . O O . O O . . . . O O O
. . O . . O O . O . . . O O . O O O . O . . O . . O O . O . . . O O . O O O .
. . . O . O O O . O . O . . O O . O . O . . . O . O O O . O . O . . O O . O .
. O O . . . O O . . O . . O O O . . O O . O O . . . O O . . O . . O O O . . O
. . O O O O . O O O . . . O . . . . O O . . O O O O . O O O . . . O . . . . O
O O O . O O . O . . . . O . O . . O . O O O O . O O . O . . . . O . O . . O .
. O O O O . O . O . . O . . O . O . . O . O O O O . O . O . . O . . O . O . .
O O . . O O O . O O O . . . . O . . . O O O . . O O O . O O O . . . . O . . .
O . . O O . O O . . O . . O . . O O . O O . . O O . O O . . O . . O . . O O .
O . O O . O O . . . O O O . . . . . O O O . O O . O O . . . O O O . . . . . O
O . O . . . . . O O O O . O O . . O . O O . O . . . . . O O O O . O O . . O .
. O . O . O . . . O O . O O O . O . . O . O . O . O . . . O O . O O O . O . .
O O . O . . . O O . . O O O . O . . . O O O . O . . . O O . . O O O . O . . .
O O O O O O O O O O O O O O O O O O O . . . . . . . . . . . . . . . . . . . .
O . . . O O . . . . . O . O O O O . O . . O O O . . O O O O O . O . . . . O .
. O . . O . O . . O . O O O . . . O O . O . O O . O . O O . O . . . O O O . .
. . O . O . . O . O O O O . . O O . . . O O . O . O O . O . . . . O O . . O O
. . . O O . . . O . O . O . O O . O O . O O O . . O O O . O . O . O . . O . .
O O O O . . . . . O . . . . . O O O O . . . . . O O O O O . O O O O O . . . .
O . . . . . O O O O . . O . O . O . O . . O O O O O . . . . O O . O . O . O .
. O . . . O . O O . O O . . . . O O O . O . O O O . O . . O . . O O O O . . .
. . O . . O O . O . . . O O . O O O . . O O . O O . . O . O O O . . O . . . O
. . . O . O O O . O . O . . O O . O . . O O O . O . . . O . O . O O . . O . O
. O O . . . O O . . O . . O O O . . O . O . . O O O . . O O . O O . . . O O .
. . O O O O . O O O . . . O . . . . O . O O . . . . O . . . O O O . O O O O .
O O O . O O . O . . . . O . O . . O . . . . . O . . O . O O O O . O . O O . O
. O O O O . O . O . . O . . O . O . . . O . . . . O . O . O O . O O . O . O O
O O . . O O O . O O O . . . . O . . . . . . O O . . . O . . . O O O O . O O O
O . . O O . O O . . O . . O . . O O . . . O O . . O . . O O . O O . O O . . O
O . O O . O O . . . O O O . . . . . O . . O . . O . . O O O . . . O O O O O .
O . O . . . . . O O O O . O O . . O . . . O . O O O O O . . . . O . . O O . O
. O . O . O . . . O O . O O O . O . . . O . O . O . O O O . . O . . . O . O O
O O . O . . . O O . . O O O . O . . . . . . O . O O O . . O O . . . O . O O O
```

## Oval
Ein Oval des Blockplans ist eine Menge seiner Punkte, von welcher keine drei auf einem Block liegen. Hier ist ein Beispiel eines Ovals maximaler Ordnung für jede Lösung dieses Blockplans:
- Lösung 1

```
  1   2
```

- Lösung 2

```
  1   2
```

- Lösung 3

```
  1   2
```